# 奈良県道・三重県道80号奈良名張線
奈良県道・三重県道80号奈良名張線（ならけんどう・みえけんどう80ごう ならなばりせん）は、奈良県奈良市から三重県名張市に至る主要地方道（奈良県道・三重県道）である。

## 概要
1971年（昭和46年）6月26日の主要地方道指定に伴い、
1972年（昭和47年）に路線認定（三重県は3月18日、奈良県は5月19日）された当初は奈良県道は26号、三重県道は36号であったが、1994年（平成6年）両府県で80号に統一された。

### 路線データ
- 起点：奈良市高畑町（福智院北交差点）
- 終点：名張市夏見（名張駅口交差点）
- 総延長：39.9km
  - 奈良県区間：31.0km
  - 三重県区間：8.9 km

## 路線状況

### 重複区間
奈良県
- 奈良県道47号天理加茂木津線：奈良市横田町 - 奈良市日笠町
- 国道369号：奈良市水間町
- 奈良県道214号月瀬三ケ谷線：山辺郡山添村大塩
- 国道25号（非名阪）：山辺郡山添村大西（大西バス停 - 中峯山交差点）

三重県
- 三重県道782号上笠間八幡名張線：名張市葛尾 - 名張市薦生（こもお）
- 三重県道57号上野名張線：名張市東町（東町交差点） - 名張市南町

### 利用状況
平日24時間交通量
| 地点                 | 交通量  |
| 奈良県奈良市能登川町 | 8,668台 |
| 奈良県奈良市横田町   | 5,633台 |
| 三重県名張市夏秋     | 2,370台 |

平日12時間交通量
| 地点                 | 交通量  |
| 奈良県奈良市能登川町 | 6,879台 |
| 奈良県奈良市横田町   | 4,471台 |
| 三重県名張市夏秋     | 1,882台 |

## 地理

### 通過する自治体
- 奈良県
  - 奈良市
  - 山辺郡山添村
- 三重県
  - 名張市

### 交差する道路
| 交差する道路                                       | 交差する場所 | 交差する場所 | 交差する場所 | 交差する場所 | 備考                                          |
| -------------------------------------------------- | ------------ | ------------ | ------------ | ------------ | --------------------------------------------- |
| 国道169号                                          | 奈良県       | 奈良市       | 奈良市       | 福智院北     |                                               |
| 奈良県道188号高畑山線                              | 奈良県       | 奈良市       | 奈良市       | 東紀寺三丁目 |                                               |
| 奈良奥山ドライブウェイ                             | 奈良県       | 奈良市       | 奈良市       | （白毫寺町） |                                               |
| 奈良県道183号日笠東金坊線                          | 奈良県       | 奈良市       | 奈良市       | （須山町）   |                                               |
| 奈良県道186号福住矢田原線                          | 奈良県       | 奈良市       | 奈良市       | （矢田原町） |                                               |
| 奈良県道186号福住矢田原町                          | 奈良県       | 奈良市       | 奈良市       | （矢田原町） |                                               |
| 奈良県道47号天理加茂木津線                         | 奈良県       | 奈良市       | 奈良市       | 田原         | ※ここから奈良市日笠町まで県道47号と重複       |
| 奈良県道183号日笠東金坊線                          | 奈良県       | 奈良市       | 奈良市       | （日笠町）   |                                               |
| 奈良県道47号天理加茂木津線                         | 奈良県       | 奈良市       | 奈良市       | （日笠町）   |                                               |
| 国道369号                                          | 奈良県       | 奈良市       | 奈良市       | （水間町）   | ※ここから奈良市水間町まで国道369号と重複      |
| 国道369号                                          | 奈良県       | 奈良市       | 奈良市       | （水間町）   |                                               |
| 奈良県道25号月瀬針線                               | 奈良県       | 山辺郡       | 山添村       | （松尾）     |                                               |
| 奈良県道127号北野吐山線                            | 奈良県       | 山辺郡       | 山添村       | （北野）     |                                               |
| 奈良県道214号月瀬三ケ谷線                          | 奈良県       | 山辺郡       | 山添村       | （大塩）     |                                               |
| 奈良県道214号月瀬三ケ谷線                          | 奈良県       | 山辺郡       | 山添村       | （大塩）     |                                               |
| 奈良県道181号遅瀬西波多線                          | 奈良県       | 山辺郡       | 山添村       | （西波多）   |                                               |
| 国道25号（名阪国道） 奈良県道276号山添月ヶ瀬梅林線 | 奈良県       | 山辺郡       | 山添村       | 山添IC       |                                               |
| 国道25号                                           | 奈良県       | 山辺郡       | 山添村       | 大西         | ※ここから山辺郡山添村中峯山まで国道25号と重複 |
| 国道25号                                           | 奈良県       | 山辺郡       | 山添村       | 中峯山       |                                               |
| 三重県道782号上笠間八幡名張線                      | 三重県       | 名張市       | 名張市       | （葛尾）     |                                               |
| 三重県道782号上笠間八幡名張線                      | 三重県       | 名張市       | 名張市       | （薦生）     |                                               |
| 三重県道57号上野名張線                             | 三重県       | 名張市       | 名張市       | 東町         | ※ここから名張市南町まで県道57号と重複         |
| 三重県道57号上野名張線                             | 三重県       | 名張市       | 名張市       | 南町         |                                               |
| 国道165号                                          | 三重県       | 名張市       | 名張市       | 名張駅口     |                                               |

※ 交差する場所の括弧書きは地名、それ以外は交差点名で表示

### 沿線
奈良県奈良市
- 旧大乗院庭園
- 奈良教育大学
- 奈良県立高円高等学校
- 奈良春日病院
- 岩渕寺
- 茗荷郵便局
- 奈良市立田原小学校
- 奈良市立田原中学校
- 奈良市立水間小学校

奈良県山辺郡山添村
- 布目湖（布目ダム）
- 山添村役場
- 山添村立
  - やまぞえ小学校
  - 山添中学校

三重県名張市
- 名張市民センター
- 西名張郵便局（西名張駅跡）
- ショッピングセンターリバーナ
  - イオン名張店

## 参考資料
- 『県別マップル24 三重県道路地図』（昭文社、2009年3版1刷発行、ISBN 978-4-398-62474-1 、14,39,44,48,81ページ）
- 『アトラスRDX東海A4』（アルプス社、2006年3月発行、ISBN 4-903009-05-X 、136,167ページ）
- 『アトラスRDX 関西道路地図 A4』（アルプス社、2003年7月発行、ISBN 4-901877-35-6 、138,140,159,160,198,210ページ）